# Клерво (комуна)
Клерво (люксемб. Klierf, фр. Clervaux, нім. Clerf) — комуна Люксембургу. Входить до складу кантону Клерво в окрузі Дикірх.

## Географія
Площа території комуни становить 25,49 км² (32-е місце за цим показником серед 116 комун Люксембургу).
Висота найвищої точки комуни над рівнем моря складає 521 метрів (15-е місце за цим показником серед комун країни), найнижчої — 322 метрів (113-е місце).

## Демографія
Станом на 2011 рік на території комуни мешкало 1 983 ос.
Динаміка чисельності населення:

## Адміністративний поділ
До складу комуни входять такі поселення:
| Поселення  | Населення за даними переписів: | Населення за даними переписів: | Населення за даними переписів: |
| Поселення  | на 31.03.1981                  | на 01.03.1991                  | на 15.02.2001                  |
| ---------- | ------------------------------ | ------------------------------ | ------------------------------ |
| Клерво     | 912                            | 971                            | 1 037                          |
| Езельборн  | 194                            | 187                            | 316                            |
| Рюлер      | 129                            | 170                            | 180                            |
| Урспельт   | 47                             | 50                             | 51                             |
| Вайхерданж | 140                            | 173                            | 207                            |